# Ek Yi Oun
Ek Yi Oun (khmerski ឯក យីអ៊ុន; ur. 1910 w Phnom Penh, zm. 2013) – kambodżański polityk, premier Kambodży od 11 do 17 stycznia 1958.
Należał do partii Sangkum. Najkrócej urzędujący kambodżański premier, jednocześnie jeden z najdłużej żyjących przywódców państwowych (zmarł w wieku 102 lub 103 lat). Był prezydentem Zgromadzenia Narodowego i z tej racji po dymisji Sim Vara został tymczasowym premierem; później został także wiceprezydentem Zgromadzenia.